# Provincia de Bình Thuận
Binh Thuan (en vietnamita: Bình Thuận) fue una de las provincias que conformaban la organización territorial de la República Socialista de Vietnam. Existió desde 1991 hasta su fusión con la provincia de Lâm Đồng en 2025.

## Geografía
Binh Thuan se localiza en la región del Sureste (Đông Nam Bộ). La provincia mencionada posee una extensión de territorio que abarca una superficie de 7.828,4 kilómetros cuadrados.

## Demografía
La población de esta división administrativa es de 1.150.600 personas (según las cifras del censo realizado en el año 2005). Estos datos arrojan que la densidad poblacional de esta provincia es de 146,98 habitantes por cada kilómetro cuadrado.

## Economía
La agricultura y la pesca son los sectores importantes de la provincia, y el turismo también es una fuente creciente de ingresos.
La amenaza de un derrame de petróleo se mantuvo alta después de un buque cisterna, transportando 1700 toneladas de petróleo, se hundió en la provincia de Binh Thuan. Según se informó el 6 de marzo de 2008. Catorce miembros de la tripulación estaban desaparecidos, pero un marinero fue rescatado por un barco de pesca.